# Die Stadt der rauhen Männer
Die Stadt der rauhen Männer (Originaltitel: Fighting Man of the Plains) ist ein US-amerikanischer Western aus dem Jahr 1949 von Edwin L. Marin mit Randolph Scott und Bill Williams in den Hauptrollen. Der Film wurde von 20th Century Fox produziert und basiert auf dem 1948 veröffentlichten Roman Fighting Man von Frank Gruber.

## Handlung
Jim Dancer ist während des Amerikanischen Bürgerkrieges Mitglied der Guerillatruppe von William Clark Quantrill. Während des Angriffs auf Lawrence erschießt Jim versehentlich Theodore Slocum, den Bruder von Bert Slocum, der wiederum Jims Bruder tötete. Die Tat wird von Evelyn, Theodores Tochter mitangesehen. 
Nach dem Ende des Bürgerkrieges werden viele von Quantrills Männern zu Outlaws. 1871 beauftragt Bert Slocum die Detektei Pleasanton mit der Ergreifung Jims. Der Detektiv George Cummings kann Jim festnehmen und will ihn zum Büro seiner Detektei nach Kansas City bringen. Auf der Fähre über den Mississippi bindet Cummings Jim mit Handschellen an sich. Als das Schiff zu Schlingern beginnt, taumeln die beiden gegen die Reling. Dabei fällt der Schlüssel in den Fluss. Ein scheuendes Pferd tritt aus und trifft Cummings, der mit Jim über Bord geht. Am nächsten Morgen werden die beiden am Ufer von dem Fahrer einer Postkutsche gefunden. Cummings ist tot, und Jim gibt sich gedankenschnell für ihn aus. Der Passagier Dave Oldham kann die Handschellen öffnen. Jim erreicht das Detektivbüro in Kansas City und erstattet dem Leiter Harry Travers, der Cummings nicht kennt, Bericht. Auch Slocum ist anwesend, der nach dem Verbleib des Gefangenen fragt. Jim gibt an, dass er bei einem Unfall auf der Fähre umgekommen und am Flussufer begraben worden sei.
Sieben Wochen später hat Jim als Cummings bei der Detektei gekündigt und arbeitet als Gleisleger bei der Kansas Pacific Railway. Deren Präsident Charles Lanyard wird von Bert Slocum vertreten, der texanische Rancher willkommen heißt, die ihre Rinder in den Osten transportieren lassen. Jim tötet einen der Viehtreiber und rettet so Evelyn vor den Nachstellungen des Mannes. Die Bewohner der Stadt Lanyard sind von Jims Handeln beeindruckt und wollen ihn als neuen Marshal, auch wenn Slocum den Revolvermann Johnny Tancred für den Posten vorgesehen hat. Im Saloon El Dorado trifft Jim auf Dave Oldham. Oldham ist Teilhaber am Saloon, seine Partnerin ist Florence Peel, die ebenfalls in der Kutsche mitgereist war. Jim akzeptiert die Stelle als Marshal und verhaftet drei Cowboys, die bei einer Tanzveranstaltung für Ärger sorgen. Ihre Freunde wollen sie befreien. Oldham eilt Jim zu Hilfe, und so werden neun weitere Cowboys verhaftet. Jim findet heraus, dass der Outlaw Jesse James, wie Jim ein ehemaliger Mitkämpfer unter Quantrill, in einem Hotel abgestiegen ist. Er besucht James und spricht mit ihm über seine Situation, wobei er hofft, dass James kein Verbrechen in der Stadt plant. James verlässt die Stadt mit der Ankündigung, irgendwann wiederzukommen.
Die Stadt wächst und gedeiht. Slocum hat Viehtriebe durch die Stadt verboten und ringsherum Stacheldraht aufgebaut. Zudem hat er Tancred zu Jims Deputy gemacht. Als der jedoch einen Cowboy tötet, entlässt Jim ihn. Bald darauf kommt Lanyard in die Stadt, der mit Slocum vereinbart hat, die Gewinne zu teilen. Lanyard hat von Slocum Land für den Aufbau der Stadt erworben, doch Slocum hat den Großteil des umliegenden Landes aufgekauft. Tancred hegt den Verdacht, dass Marshal Cummings in Wahrheit Jim Dancer ist und teilt dies Slocum mit. Slocum beauftragt die Detektei Pleasanton erneut mit den Nachforschungen. Der Detektiv Clifford Bailey erscheint kurz darauf in der Stadt und trifft im Saloon seinen alten Militärfreund Oldham. Oldham setzt sich für Jim ein und überzeugt Bailey, nichts zu unternehmen, auch wenn Bailey weiß, dass Jim nicht Cummings ist.
Yancey, ein weiteres ehemaliges Mitglied von Quantrills Truppe, überfällt mit seiner Bande einen Laden. Der Besitzer wird getötet, die Bande kurz darauf von Jim festgenommen. Lanyard hat den Vorsitz über die Stadt eingenommen und einen neuen Richter eingesetzt. Der alte Richter ist nun Yanceys Verteidiger. Yancey erinnert sich an Jim und enthüllt vor Gericht dessen wahre Identität. Jim tritt von seinem Amt als Marshal zurück. Evelyn, die sich mittlerweile in den Marshal verliebt hat, ist entsetzt, dass er der Mörder ihres Vaters ist und schlägt ihn. Der Richter verurteilt Yancey und seine Bande zum Tod durch Erhängen. Slocum befiehlt Tancred, Yancey zu befreien. Tancred führt den Befehl aus, erschießt dabei aber den Richter, den Staatsanwalt und Oldham. Slocum zwingt den vorherigen Richter, Jim für Yanceys Taten zum Tod zu verurteilen. Im letzten Moment wird Jim von Jesse James gerettet, der zurückgekommen ist, um Lanyards Bank auszurauben. Die Bank wurde jedoch zwischenzeitlich von Tancred ausgeraubt, was James dazu bringt, Jim eine Pistole zu geben. Während Jim Tancred verfolgt und erschießt, kommt es zwischen der James-Bande sowie Slocum und Yancey zu einem Kampf. Beide sterben, die James-Bande verlässt die Stadt. Florence, die sich in Jim verliebt hat, kommt lächelnd auf diesen zu.

## Produktion

### Hintergrund
Gedreht wurde der Film von Anfang Juni bis Anfang Juli 1949.

### Besetzung
In kleinen nicht im Abspann erwähnten Nebenrollen traten Ted Adams, Franklyn Farnum, Jack Kelly, Hank Mann und Dorothy Vernon auf.

## Synchronisation
| Rolle          | Schauspieler           | Synchronsprecher  |
| -------------- | ---------------------- | ----------------- |
| Jim Dancer     | Randolph Scott         | Heinz Engelmann   |
| Johnny Tancred | Bill Williams          | Herbert Steinmetz |
| Florence Peel  | Jane Nigh              | Ursula Traun      |
| Cummings       | James Millican         | Wolf Ackva        |
| Kerrigan       | Charles Anthony Hughes | Klaus W. Krause   |
| Currier        | John Hamilton          | Erik Jelde        |

## Veröffentlichung
Die Premiere des Films fand am 13. Oktober 1949 in Topeka und Los Angeles statt. In der Bundesrepublik Deutschland kam er am 7. Januar 1955 in die Kinos. Als Fernsehtitel wählte man Die Rache des Jesse James.

## Kritiken
Der Filmkritiken-Aggregator Rotten Tomatoes hat in einer Auswertung ein Publikumsergebnis von 50 Prozent positiver Bewertungen ermittelt.
Das Lexikon des internationalen Films schrieb: „Schießfreudiger Western, der nie den Durchschnitt der Gattung übertrifft. Der ursprünglich farbig gedrehte Film wurde in den deutschen Kinos in einer schwarz-weißen und gekürzten Fassung gezeigt. Im Fernsehen war er farbig und in Originallänge zu sehen.“
Der Kritiker des TV Guide sah einen anständigen Western.